# Liste der Fließgewässer im Flusssystem Kahl

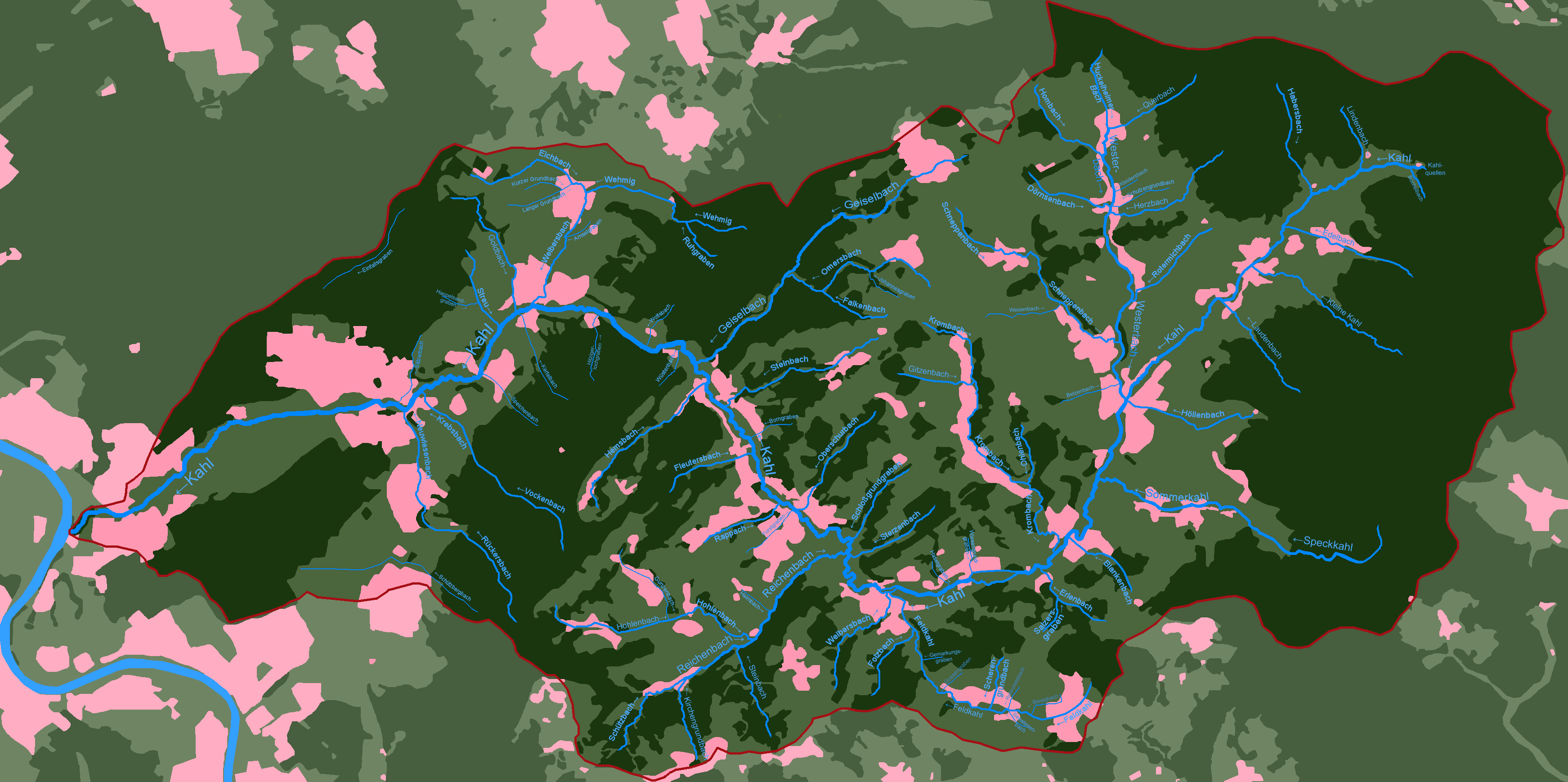
Fließgewässer im Flusssystem Kahl

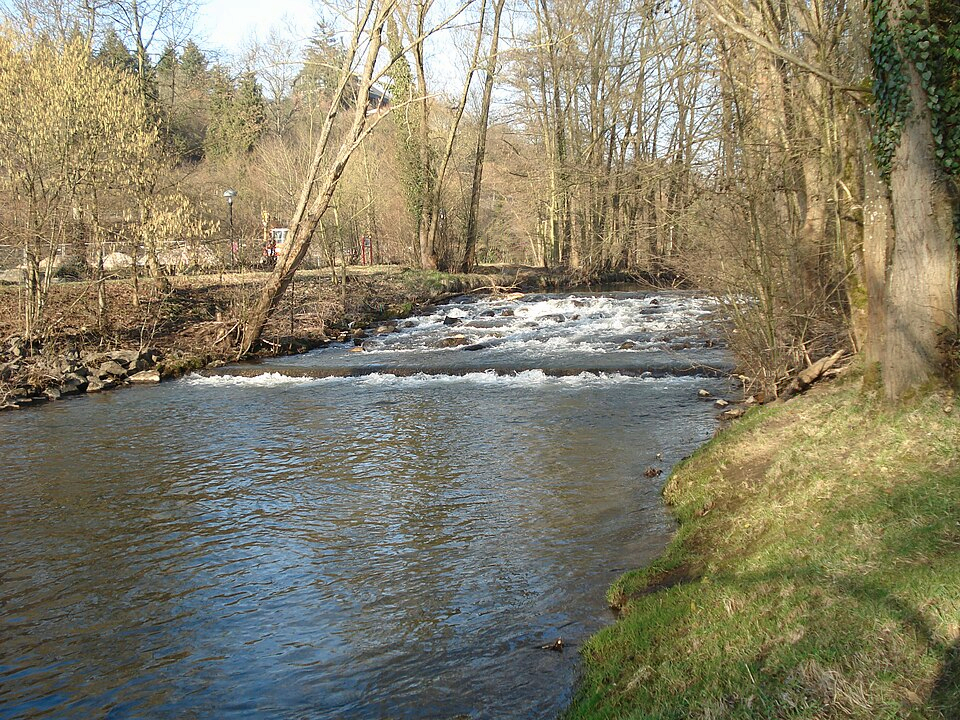
Die Kahl in Alzenau

Die Liste der Fließgewässer im Flusssystem Kahl umfasst alle direkten und indirekten Zuflüsse der Kahl, soweit sie namentlich auf der Topographischen Karte 1:25 000 Hessen (DK 25), der Topographischen Karte 1:10000 Bayern Nord (DK 10), im Kartenservicesystem des Hessischen Landesamts für Naturschutz, Umwelt und Geologie (HLNUG) WRRL in Hessen, im Kartenwerk des Stadtplandienstes der Euro-Cities AG oder im Kartenservicesystem des Bayerischen Landesamts für Umwelt (LfU) aufgeführt werden. Namenlose Zuläufe und Abzweigungen werden nicht berücksichtigt. Wenn nach dem Zusammenfluss zweier Gewässerabschnitte sich der Gewässername ändert, werden die beiden Zuflüsse als Quellzuflüsse separat angeführt, ansonsten erscheint der Teilbereichsname in Klammern. Die Längenangaben werden auf eine Nachkommastelle gerundet. Die Fließgewässer werden jeweils flussabwärts aufgeführt. Die orografische Richtungsangabe bezieht sich auf das direkt übergeordnete Gewässer.

## Kahl
Die Kahl ist ein 32,4 km langer rechter Zufluss des Mains im Spessart.

## Zuflüsse
Direkte und indirekte Zuflüsse der Kahl
 Kahlquellen (290 m ü. NHN)
- Büchelbach[1] (links), 0,6 km
- Lindenbach (rechts), 1,1 km
- Habersbach (rechts), 2,2 km
- Edelbach (links), 2,6 km

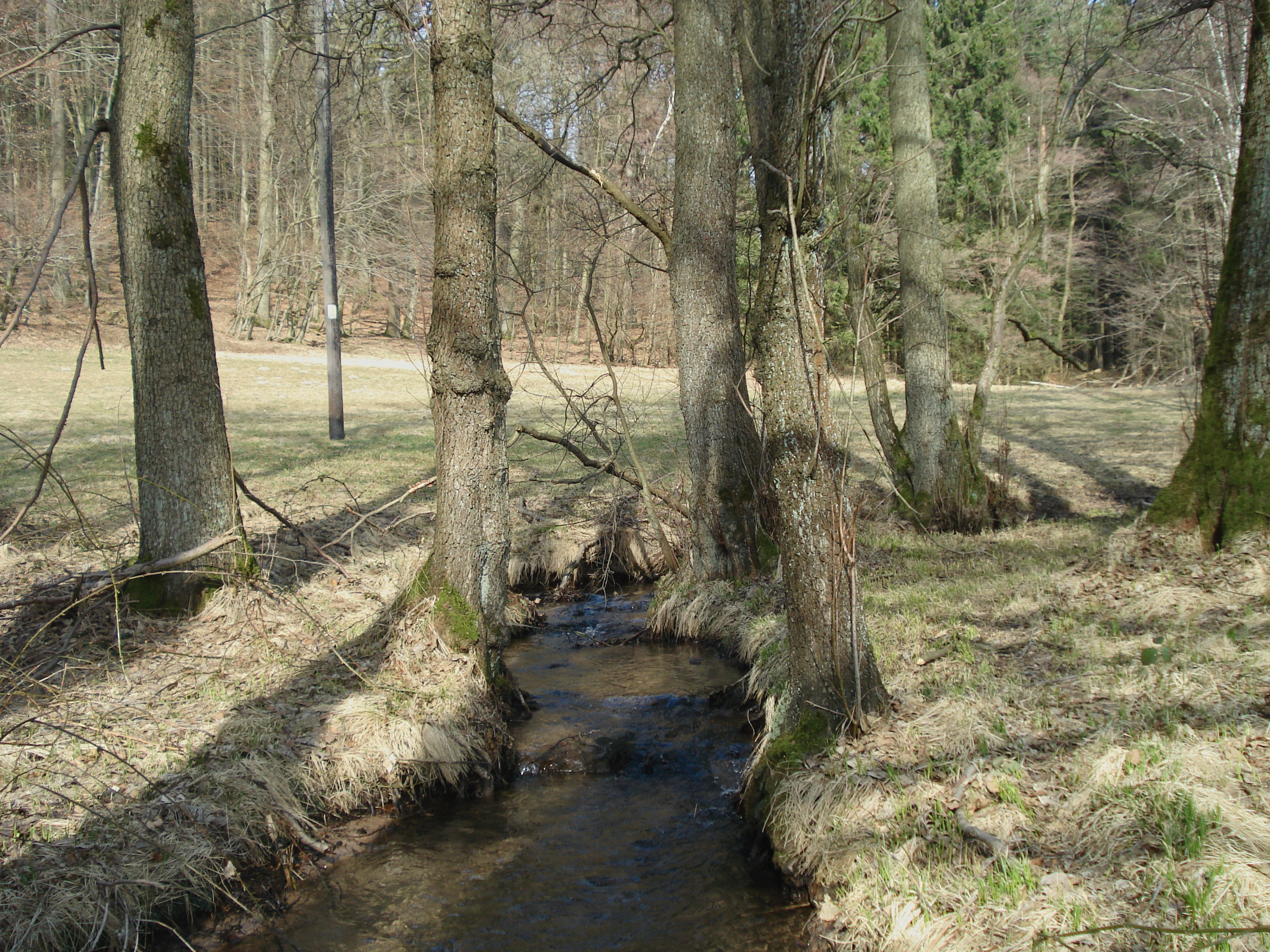
Der Lindenbach

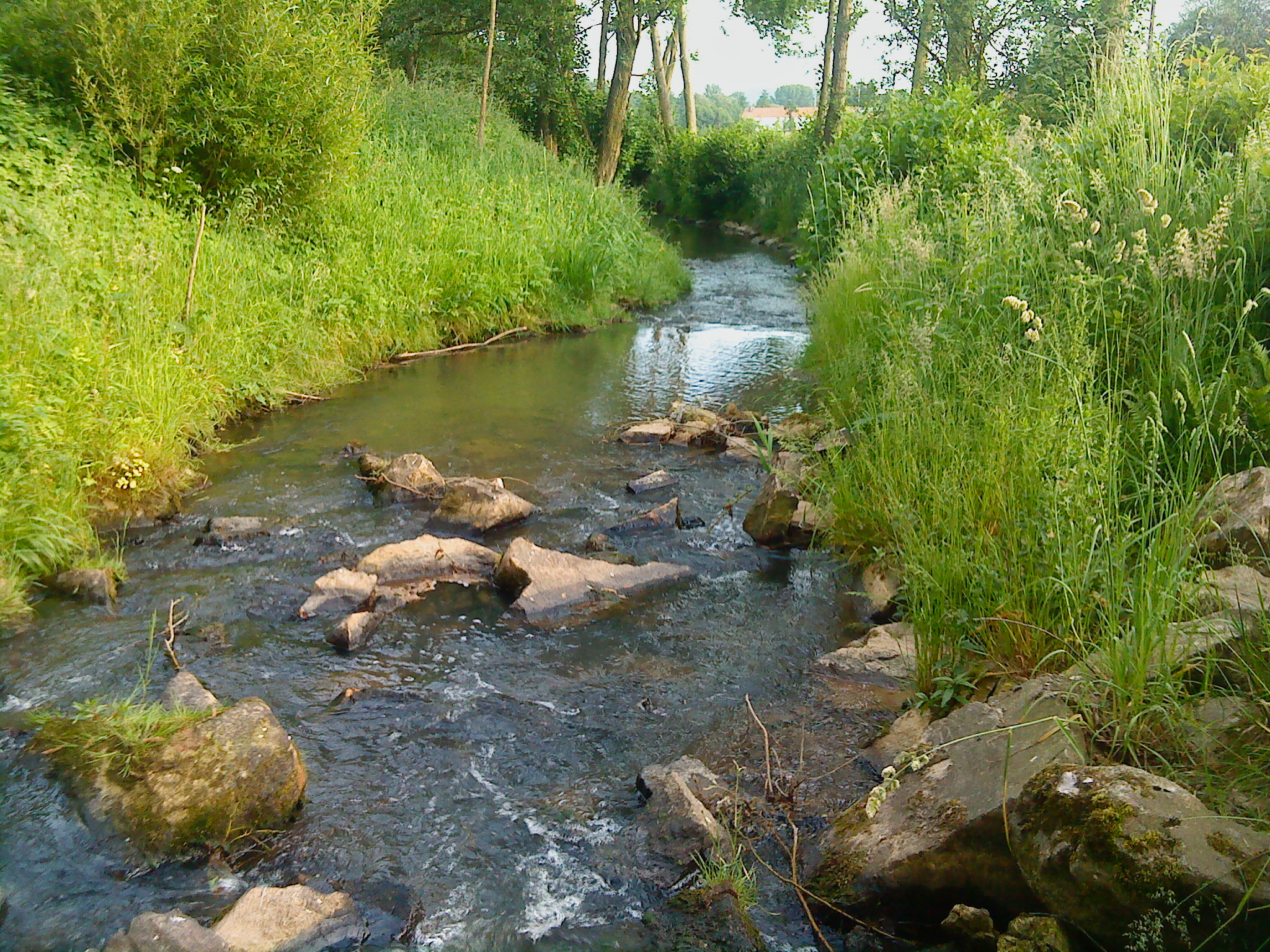
Der Westerbach

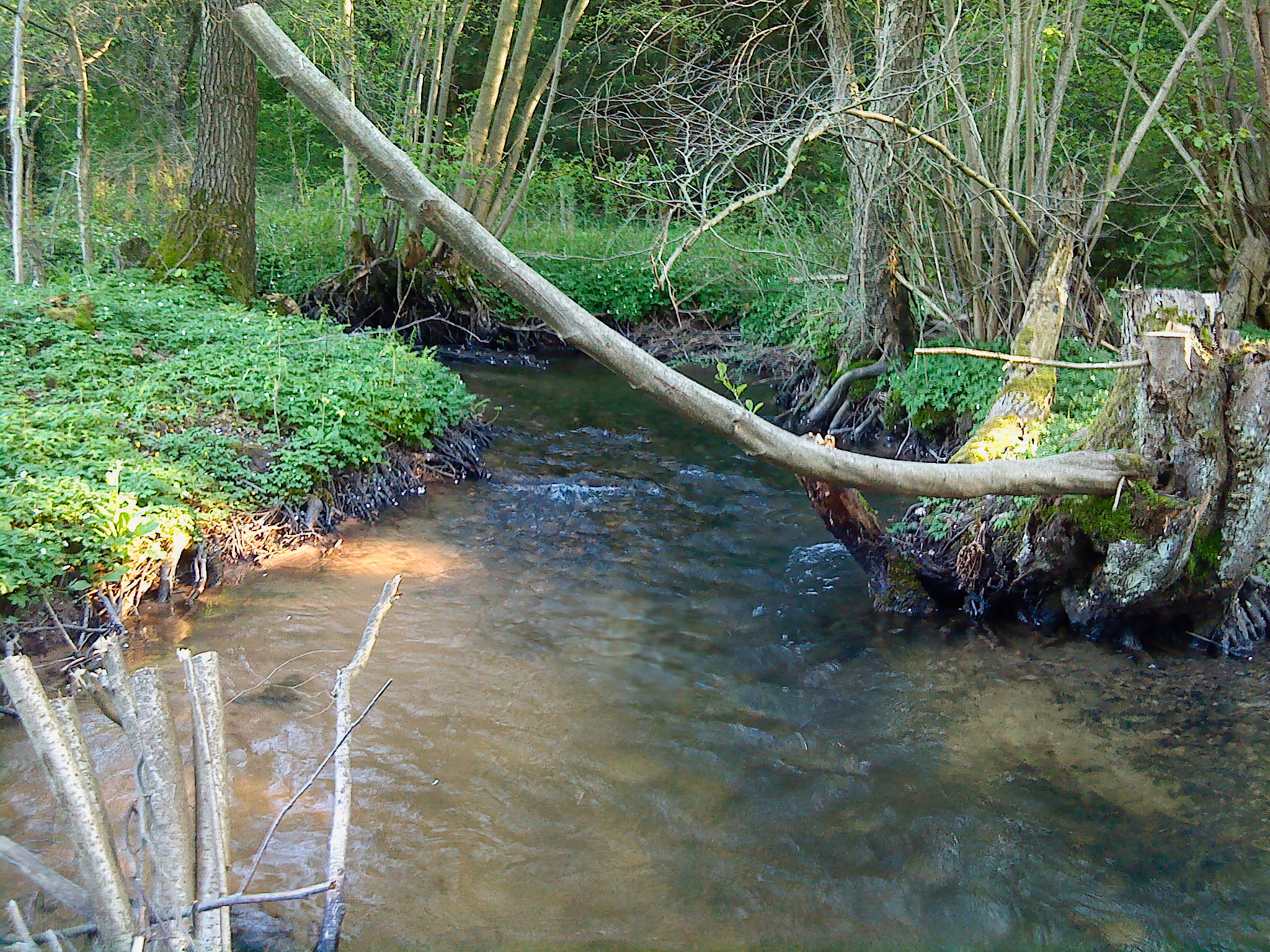
Die Speckkahl, der Oberlauf der Sommerkahl

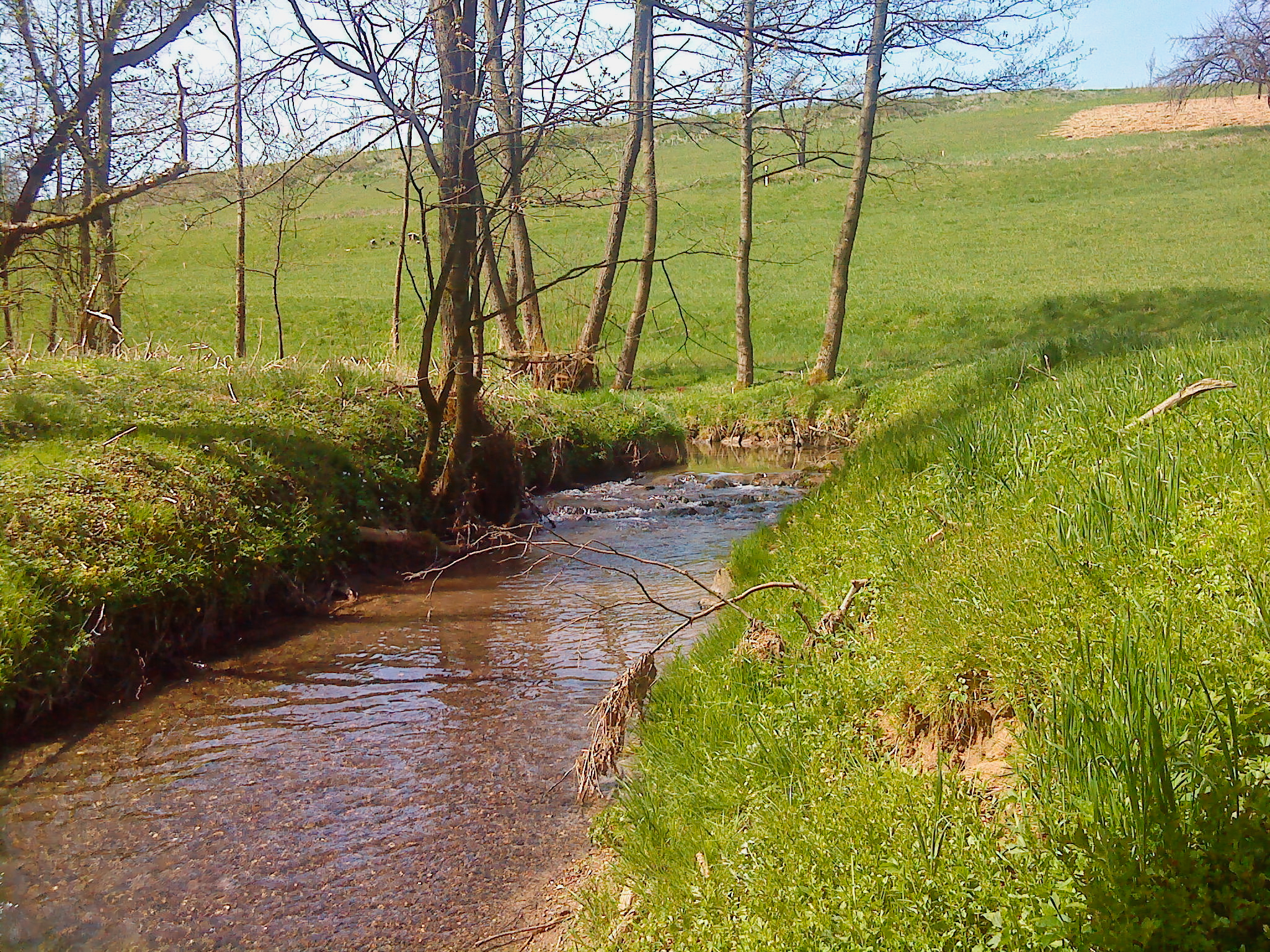
Der Reichenbach

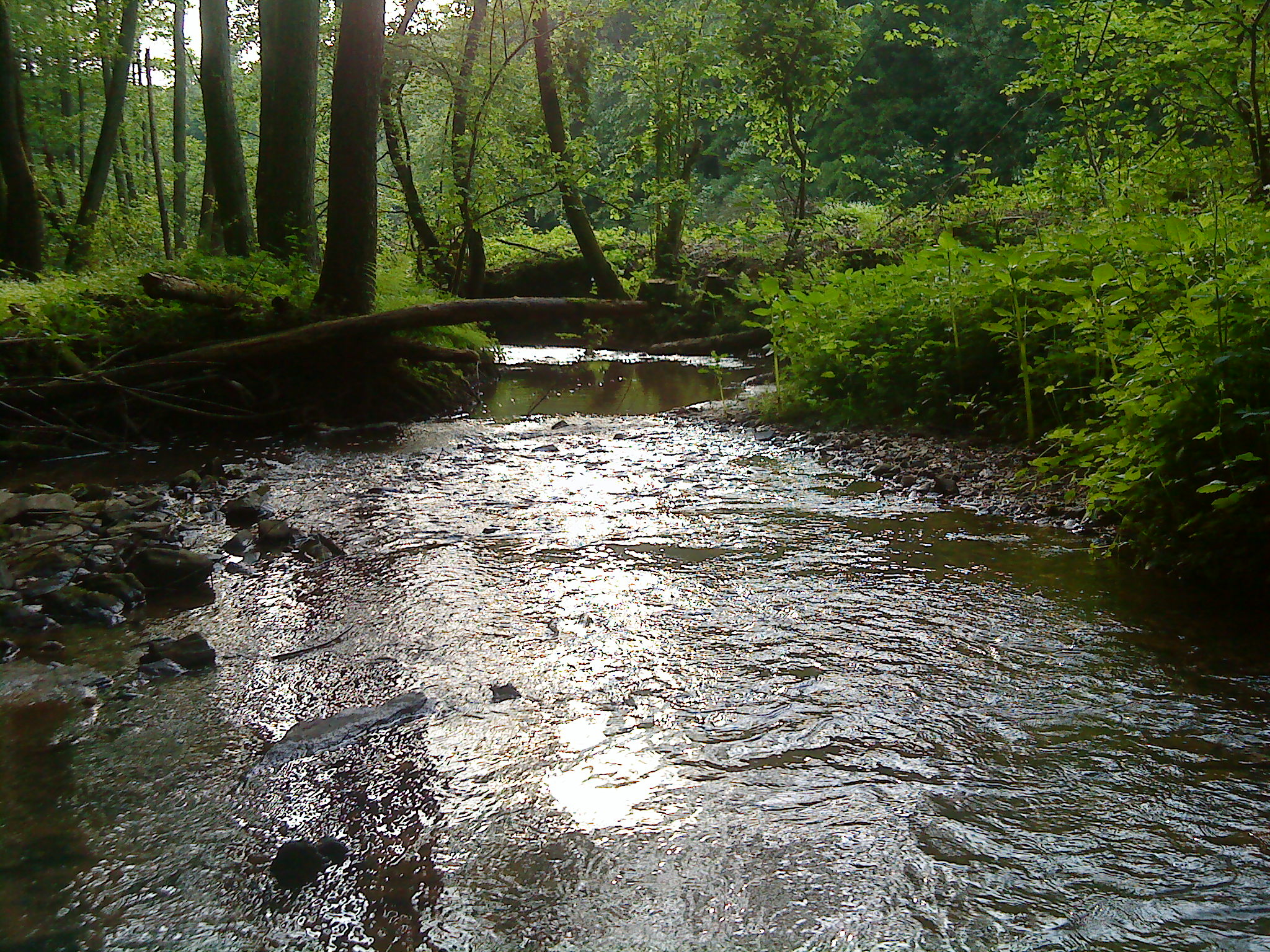
Der Geiselbach

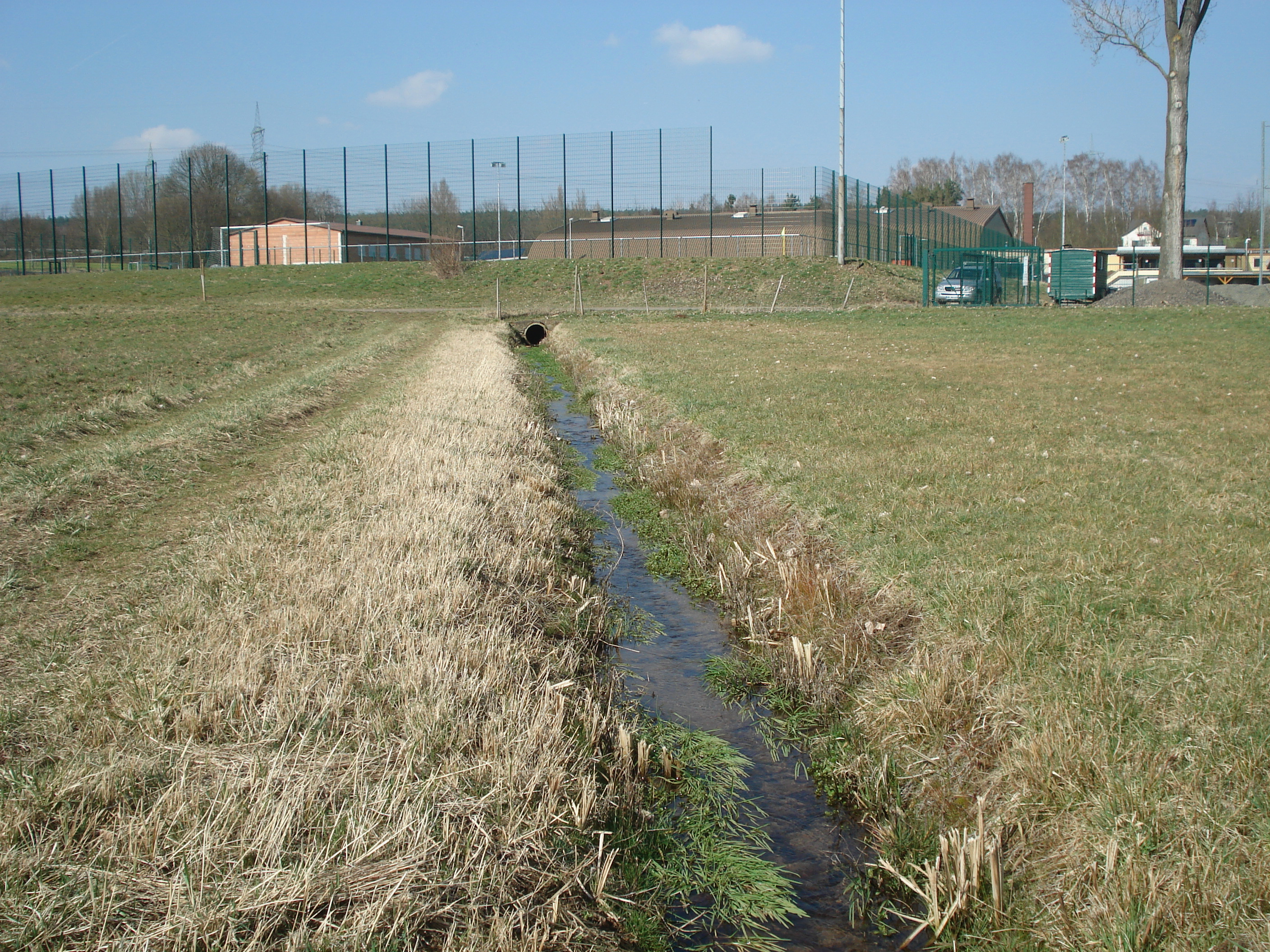
Die Streu

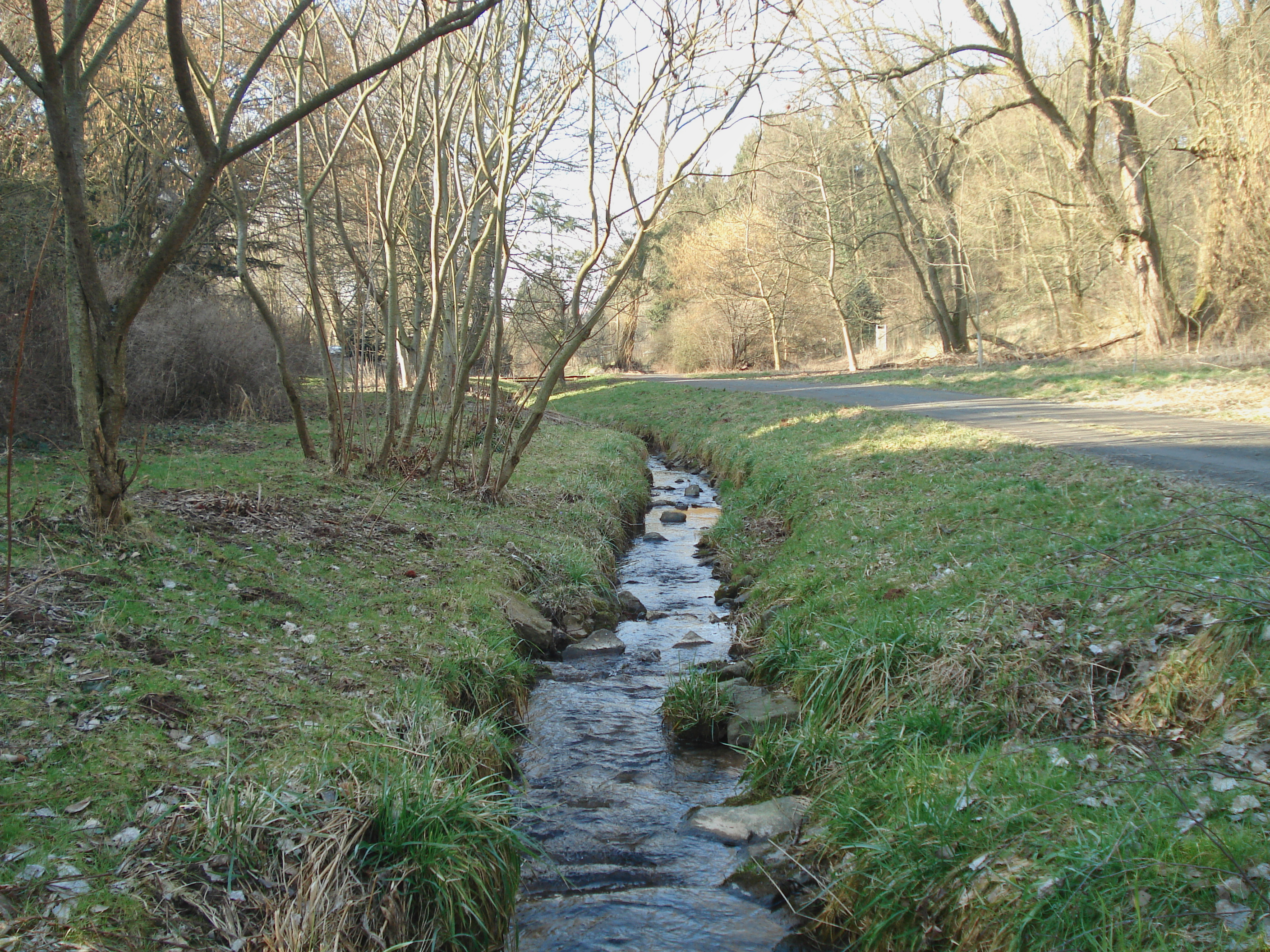
Der Neuwiesenbach

  - Bach aus der Kafloosquelle (links), 0,2 km
- Kleine Kahl (links), 3,4 km
- Laudenbach[A 1] (links), 2,2 km
- Westerbach (rechts), 8,3 km (mit Querbach)
  - Querbach (linker Quellbach), 2,0 km
  - Huckelheimer Bach (rechter Quellbach), 1,5 km
  - Hombach (rechts), 1,8 km
  - Kleidersbach[2] (links)
  - Schulzengrundbach[2] (links), 1,0 km
  - Dörnsenbach (rechts), 1,6 km
  - Herzbach (links), 2,3 km
  - Rotermichbach[2][A 2] (links), 2,0 km
  - Schneppenbach (rechts), 4,8 km
    - Weizenbach (rechts), 1,4 km

  - Betzenbach (rechts), 1,1 km
- Höllenbach (links), 2,5 km
- Sommerkahl (Speckkahl[A 3]) (links), 5,0 km
- Blankenbach[3] (links), 1,7 km
- Krombach (rechts), 6,0 km
  - Gitzenbach (rechts), 1,5 km
  - Ohlenbach (links), 1,1 km
- Erlenbach (links), 1,6 km
  - Salzersgraben (links), 0,6 km
- Mühlbach (rechts), 1,1 km
- Wiesengrundgraben (rechts)
- Haselgraben[1] (rechts)
- Feldkahl (links), 5,7 km
  - Biesigbach[4] (rechts), 0,6 km
  - Rohrchetsbach[4] (rechts) 0,5 km
  - Seewiesenbach[4] (links) 0,4 km
  - Scherengrundbach[4] (rechts) 1,2 km
  - Gossengraben[4] (rechts) 0,5 km
  - Gemarkungsgraben[4] (rechts) 0,3 km
  - Folzbach (links), 1,5 km
- Weibersbach (links), 2,3 km
- Sterzenbach (rechts), 1,8 km
- Reichenbach (links), 6,5 km (mit Schützbach)
  - Schützbach[A 4] (linker Quellbach), 2,0 km
  - Kirchengrundbach[A 5] (rechter Quellbach), 1,5 km
  - Steinbach (rechts) 1,8 km
  - Hohlenbach (Aulenbach[A 3]) (links), 4,0 km
    - Gunzenbach (links), 1,7 km

  - Heimbach (links) 0,6 km
- Schloßgrundgraben (rechts), 1,7 km
- Oberschurbach[5] (rechts), 2,6 km
- Forstgraben (links), 1,3 km
- Rappach (links), 2,0 km
- Fleutersbach (links), 1,8 km
- Borngraben (rechts), 0,8 km
- Steinbach[6] (Dörnsteinbach[7]) (rechts), 3,0 km
- Hemsbach (links), 3,2 km
- Geiselbach (rechts), 5,2 km
  - Omersbach[8] (links) 3,3 km
    - Johannesgraben (links), 0,8 km
    - Falkenbach (links), 1,1 km

  - Bach aus dem Rothenbergerborn[9] (links)
  - Bach aus dem Hesselborn (links)
- Wüstenbach[10] (links), 0,8 km
- Wolfsbach[11] (Wolfsgrundgraben[7]) (rechts), 1,8 km
- Hitziger Lochgraben (links), 1,3 km
- Weibersbach (Albstädter Bach[A 3]) (rechts), 5,5 km (mit Wehmig)
  - Eichbach (rechter Quellbach[A 6]), 2,2 km
    - Langer Grundbach[12][13] (rechts), 1,4 km
      - Kurzer Grundbach[12][13] (links), 0,7 km

  - Wehmig (linker Quellbach), 3,2 km
    - Ruhgraben (links), 0,9 km

  - Amselgraben[1] (links), 0,4 km
  - Karstgraben[1] (rechts)
- Kertelbach (links), 1,7 km
- Goldbach (rechts), 2,7 km
- Streu[14] (rechts), 1,5 km
  - Happelsandbach[15] (rechts), 0,7 km
- Speichenbach (links), 1,4 km
- Krebsbach (Vockenbach[A 3]) (links) (mit Vockenbach) 3,9 km
- Neuwiesenbach (Rückersbach[A 3]) (links) (mit Rückersbach) 4,8 km
  - Esbach (rechts)
- Mühlbach (rechts), 0,15 km
- Sälzerbach (rechts), 1,3 km
- Elzegraben (rechts) (heute verlandet und überbaut), 0,8 km